# Ancaiano
Ancaiano (già Cajano) è una frazione del comune italiano di Sovicille, nella provincia di Siena, in Toscana.

## Storia
La località risulta frequentata sin dall'età del bronzo, come testimoniano alcuni ritrovamenti – tra i quali spiccano asce in bronzo – oggi conservati al Museo archeologico di Siena. Ancaiano è citato per la prima volta in un documento del 959 dove è inserito tra i beni del vescovo di Volterra. Dal XIII secolo, entrato nell'orbita politica dello stato senese, fu un comunello del contado di Siena, ed è ricordato in uno statuto senese del 1262.
Il borgo si sviluppò attorno ad un fortilizio che serviva a far rifugiare le popolazioni di questi territori nell'eventualità delle incursioni nemiche. Nel 1554 la fortezza fu assediata e cannoneggiata dall'esercito di Carlo V e, dopo una strenua difesa, il fatto d'arme si è concluso con il massacro di tutti gli abitanti di Ancaiano, asserragliatisi dentro, come è ricordato nelle Istorie fiorentine di Scipione Ammirato.
Nel 1833 si contavano ad Ancaiano 406 abitanti.
Durante la seconda guerra mondiale, nel periodo dell'occupazione tedesca e della Repubblica Sociale Italiana, il parroco di Ancaiano, don Alfredo Braccagni nascose nella sua canonica per circa sei mesi il medico ebreo ungherese Amerigo Nugel e dal marzo 1944 il colonnello Enrico Montanari e un radiotelegrafista sbarcati dalla Sardegna con l’incarico di mettersi in collegamento con i partigiani toscani, collaborando anche con don Vivaldo Mecacci, parroco di Tonni, alla salvezza di altri ebrei e ricercati. Per salvare un partigiano ferito i due parroci inscenarono anche un falso funerale, che permise il suo trasferimento in luogo sicuro.

## Monumenti e luoghi d'interesse
- Chiesa di San Bartolomeo, principale luogo di culto della frazione, è ricordata nel XIII secolo come dipendente dalla pieve di San Giusto a Balli.[3] Devastata dalle incursioni del 1554, fu ricostruita nel 1662.[3][6]

- Rocca di Ancaiano, resti dell'antico fortilizio del borgo: ne rimane una torre in pietra con tracce della porta e delle finestre.[3]

- Villa Cetinale, situata nei pressi del paese, in località Cetinale.[6][7]